# Mana (tidskrift)
Mana är en tidskrift som beskriver sig som antirasistisk och har funnits sedan 1998. Ursprungligen var den en Malmöbaserad tidskrift av iranier, om Iran på svenska. Mana grundades 1998 av Babak Rahimi, Lotta Kubiak och, enligt tidskriften själv, Sharare Irani. Den ägdes då av Iransk-svenska solidaritetsföreningen. Sedan 2010 ägs tidskriften av Föreningen Tidskriften Mana.
Sedermera utvecklades Mana till att bredda anslaget. I Mana diskuteras numera rasism, sexism och homofobi i Sverige och i utlandet.
Tidskriften är en politiskt och religiöst obunden tidskrift som säger sig vilja uppmuntra, upplysa, informera och skapa debatt kring frågor om rasism, ur ett antirasistiskt, klass- och feministiskt perspektiv. Tidningen vill utgöra ett organ för de som annars inte släpps in i det offentliga samtalet i de frågor och perspektiv tidningen presenterar.
Mana har också drivit frågan om papperslösas mänskliga rättigheter och Sveriges politiska villkor för invandring. Tidningen har arbetat mot islamofobi, och tagit parti i ett flertal folkrättsliga frågor. Dessutom har tidningen fortlöpande bevakat kränkande och orättvis behandling av personer med annan etnisk härkomst ur ett konfliktperspektiv i Sverige. 
Mana har nominerats till flera priser bland annat årets kulturtidskrift 2015.  
Utöver sin verksamhet som kulturtidskrift har Mana varit delaktiga i flera antirasistiska projekt så som KOLL och utställningen Antirasistiska blickar.

## Kritik från Kulturrådet
I början av 2008 ville ledamöter ur Kulturrådet dra in Manas produktionsstöd. Tidskriften anklagades för "uppskruvad retorik" och att den "glider mellan Israelkritik och antisemitism". Idéhistorikern Henrik Bachner kritiserade tidskriften i en artikel hos Axess. Expos chefredaktör Daniel Poohl riktade i en ledare kritik mot vad han beskrev som tidskriftens antisemitism. Flera debattörer avfärdade kritiken och publicerade texter till Manas försvar. Per Wirtén beskrev i en artikel i Expressen Kultur Manas kritiker som censurivrare. Ordföranden för Föreningen för Sveriges kulturtidskrifter, Siri Reuterstrand, uttryckte även hon en oro för vad hon upplevde som censur.
Två tidigare redaktörer (Christina Lindström och Lawen Mohtadi) hävdade vid samma tid att Sharare Irani inte finns, utan var uppdiktad för att stärka tidningens legitimitet. Shahare Iranis texter ska ha skrivits av tidskriftens dåvarande ansvariga utgivare Babak Rahimi.
Tidskriften beviljades stöd trots anklagelserna. Manas förre ansvarige utgivare, Babak Rahimi, avgick i samband med anklagelserna. Han och Lotta Kubiak förnekade båda att anklagelserna var riktiga.